# Brutal-TV
Brutal-TV var en humorserie i 6 delar som sändes på Sveriges Television mellan den 23 september och den 28 oktober 1991. Avsnitten var cirka 30 minuter.
Flera av de medverkande hade tidigare gjort radioserien Riskradion och ett antal av figurerna från radioprogrammet återkom i tv-serien.

## Medverkande
- Erik Blix
- Stefan Livh
- Peter Wennö
- Regina Lund
- Robert Gustafsson
- Peter Apelgren

Producent: Gösta Hanson